# Pressbaum
Pressbaum – miasto w Austrii, w kraju związkowym Dolna Austria, w powiecie St. Pölten-Land. Liczy 7 138 mieszkańców (1 stycznia 2014). Do 31 grudnia 2016 należało do powiatu Wien-Umgebung.